# Eine Idylle

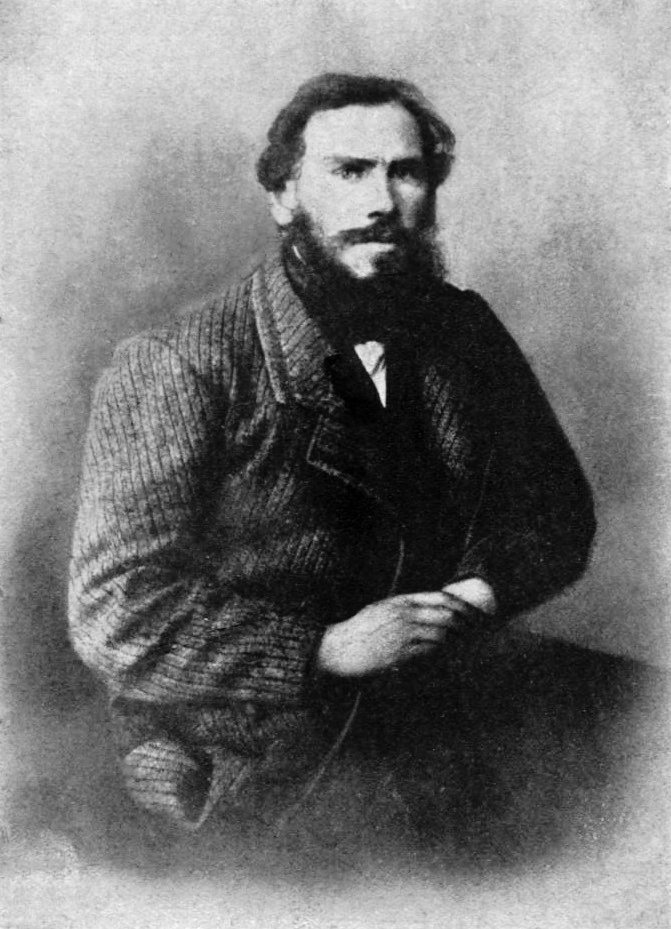
Lew Tolstoi in den 1860er Jahren

Eine Idylle (russisch Идиллия, Idillija) ist eine Erzählung von Lew Tolstoi, die
1862 entstand und 1911 in den Nachgelassenen Künstlerischen Werken L. N. Tolstois postum in Moskau erschien. 1979 kam das Fragment im Bd. 3 der 22-bändigen Tolstoi-Gesamtausgabe, ebenfalls in Moskau, in zwei Versionen heraus. Unten ist inhaltlich die Version Spiele nicht mit dem Feuer, du verbrennst dich skizziert. Auch die dritte Version, betitelt Tichon und Malanja, wurde zu Lebzeiten des Autors weder vollendet noch veröffentlicht. Ursache könnte nach der Vermutung mancher Tolstoi-Forscher die Liaison des Autors mit der Bäuerin Aksinija Basykina gewesen sein. Aksinija sei
Vorbild für die Protagonistin Malanja Rodionowna in der Idylle sowie der Bäuerin Stepanida Petschnikowa im Teufel gewesen.

## Inhalt
Eine allwissende Ich-Erzählerin – Tolstoi will die Story anno 1860 von einer Bäuerin aus seinem Heimatort Jasnaja Poljana haben – teilt mit, wie der reiche Gutsverwalter Peter Jewstratjewitsch Tregubow gezeugt wurde. Seine Mutter Malanja, inzwischen Großmutter geworden, möchte von den vierzig Jahre alten Geschichten endlich verschont bleiben. Jedenfalls ist Malanjas Ehemann Jewstrat Tregubow gar nicht Peters leiblicher Vater.
Das war damals um 1820 so: Malanja stammte aus Majowka und galt im Dorfe, dem Ort der Handlung, als Fremde. Ihr Schwiegervater, der geschäftstüchtige Großbauer, hatte ihren Mann, den geschickten Stellmacher Jewstrat, als gutbezahlten Handwerker hundert Werst fortgeschickt. Malanja war frei wie eine Soldatenfrau und führte sich auch wie eine solche auf. Einem Manne nach dem andern machte die Begehrenswerte Hoffnungen und hielt ihn schließlich zum Narren. List, Betrug und Gewalt waren die Hilfsmittel dieser flinken Bäuerin. Zur erwähnten fraulichen Gewalt sei eines gesagt. War der betreffende Freier kurz vor dem Ziel seiner Wünsche, schlug ihn die kräftige Malanja mit einem Stüber die Nase blutig und konnte sich in letzter Sekunde dem „Angreifer“ entwinden. Einer von den genannten Männern, der 16-jährige linkische Andrei Karawajich aus dem Dorfe Teljatinki, wollte eigentlich keine Frau. Andrei wusste anfangs noch nicht, was der Mann mit einer Frau anstellen kann. Seine Mutter, die bettelarme Matrjuschka Karawajicha, hatte den braven Arbeiter bei Malanjas Schwiegervater als Knecht untergebracht. Der schlaue Großbauer konnte den bienenfleißigen, anspruchslosen aber ungeschickten Andrei gut leiden. Malanja, im bäuerlichen Haushalt des Schwiegervaters Tag und Nacht in Andreis Nähe, stürzte sich einmal im Übermut auf den überraschten stillen Jungen. Der intensive Körperkontakt tat das Übrige. Andrei entbrannte in Liebe zu der Frau. Natürlich erlitt er das Schicksal seiner männlichen Vorgänger. Auch er wurde letztendlich an der Nase herumgeführt – genau zu der Zeit, als die kinderlose Malanja dem Charme des knapp zwanzigjährigen Viehhändlers Matwei Romanowitsch erliegt. Der Fremde schwängert die holde Malanja. Die werdende Mutter will Andrei aus dem Hause jagen. Vergeblich. Andrei beteuert, er bliebe sogar, wenn er umsonst arbeiten müsste. Als Jewstrat des Nachts auftaucht und die Neuigkeit erfährt, schlägt er Malanja ein Auge blau. Das Ebenbild des Viehhändlers aber, nach neun Monaten geboren, konnte Jewstrat aus seiner Ehefrau Malanja nicht herausprügeln.

## Deutschsprachige Ausgaben
- Eine Idylle. Spiele nicht mit dem Feuer, du verbrennst dich. Deutsch von Arthur Luther. S. 80–109 in: Gisela Drohla (Hrsg.): Leo N. Tolstoj. Sämtliche Erzählungen. Vierter Band. Insel, Frankfurt am Main 1961 (2. Aufl. der Ausgabe in acht Bänden 1982)